# Pseudoharpax crenaticollis
Pseudoharpax crenaticollis är en bönsyrseart som beskrevs av Scott LaGreca 1954. Pseudoharpax crenaticollis ingår i släktet Pseudoharpax och familjen Hymenopodidae. Inga underarter finns listade i Catalogue of Life.